# 緑林軍

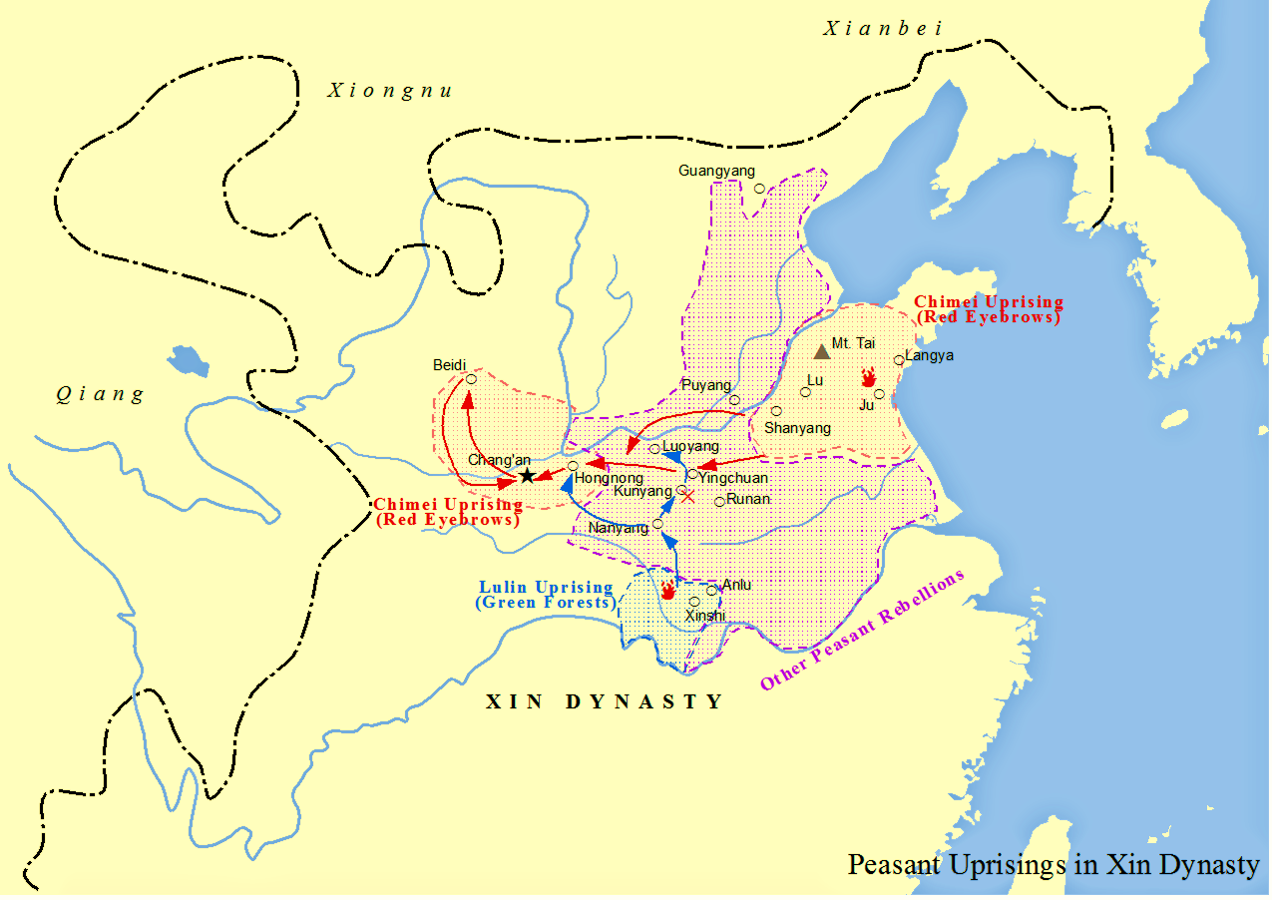
緑林軍と赤眉軍の移動経路と活動地域

緑林軍（りょくりんぐん、簡体字：绿林军、ピンイン：Lùlín jūn）は、中国の新代に活動した民間武装勢力。緑林兵とも言う。転じて現代の中国では「緑林」は反社会集団と同意の語として用いられている。

## 事跡

### 緑林軍の創始と分裂
緑林軍は、新代に荊州を主要な活動地域とし、王莽が建てた新に反抗した武装勢力である。
新の統治の末期に、荊州江夏郡南新市県で顔役を務めていた王匡と王鳳は、衆に推されて数百人の民衆の頭領となった。そこへ、馬武・王常・成丹などの浪人たちも加わり、離郷聚を攻撃した後、緑林山（荊州江夏郡当陽県）に立て籠もった。その軍勢は、数カ月の間に7～8千人に膨らんだという。地皇2年（21年）、荊州牧が2万の軍勢を率いて緑林軍を討伐しにきたが、王匡は雲杜（江夏郡）でこれを迎撃し、殲滅した。これをきっかけに、軍は5万人を超えたと称し、官軍も手を出せなくなった。
しかし、地皇3年（22年）に、疫病が発生して緑林軍は半数を喪失する大打撃を受け、緑林を離れて分散することになった。王常・成丹・張卬 は藍口聚（南郡編県）へ入って下江軍（下江兵とも言う）と号し、王匡・王鳳・馬武・朱鮪は、南陽郡に入って新市軍（新市兵とも言う）と号した。

### 新たな連合軍の結成と更始政権の樹立
同年7月、緑林軍とは別系統である、陳牧・廖湛率いる平林県(南陽郡)の武装勢力平林軍（平林兵とも言う）が新市軍に合流した。さらに11月には、やはり緑林軍とは別系統で、南陽の漢宗室である劉縯・劉秀（後の光武帝）兄弟が舂陵県（南陽郡）で組織した武装勢力舂陵軍（舂陵兵とも言う）とも合流する。王匡らの連合軍は、荊州の中心地である宛を目指して進軍したが、小長安聚（南陽郡育陽県）の戦いで新の前隊大夫（新制の南陽太守）甄阜・属正（新制の都尉）梁丘賜に敗北した。その後、下江軍が再合流したおかげで、連合軍は態勢を立て直し、翌地皇4年（23年）正月、沘水の戦いで甄阜・梁丘賜を討ち取った。
緑林軍の再度の合流により、さらに強大化した連合軍においては、劉縯と平林軍出身の劉玄とのいずれを天子として擁立するかが、諸将の間で議論となった。この際に、南陽の士大夫（舂陵の諸将など）と王常は劉縯を、王匡ら旧緑林軍と平林軍の諸将は劉玄を推している。結局劉縯は、分裂を避けるために劉玄に帝位を譲った。
こうして更始元年（23年）2月、劉玄は更始帝として即位した。緑林軍の創始者で新市軍頭領の王匡は定国上公に、同じく緑林軍創始者の王鳳は成国上公にそれぞれ封じられ、舂陵軍頭領の劉縯は大司徒に、新市軍出身の朱鮪は大司馬に、平林軍頭領の陳牧は大司空にそれぞれ任じられている。下江軍頭領の王常をはじめとするその他の連合軍有力部将も、政権要職にそれぞれ配置されており、おおむね4軍のバランスを考慮した人事と言えた。
しかし、同年の昆陽（潁川郡）、宛の戦いで新の主力部隊を撃破した劉縯・劉秀兄弟が声望を高めると、旧緑林軍の諸将は危機感を抱き、ついに朱鮪・李軼（舂陵軍出身）主導の下、劉縯誅殺という事態に至る。まもなく劉秀も河北遠征に向かったために、更始政権は旧来の緑林軍色を強めることになった。もっとも、劉縯の後任の大司徒に舂陵軍出身の劉賜が就いたことからも明らかなように、四軍の均衡人事は依然として健在な面もあったと言える。

### 更始政権の滅亡
更始元年9月、更始帝の軍は長安を攻略して王莽を斬り、新を滅ぼした。翌更始2年（24年）2月、更始帝は長安に遷都し、腹心の李松や趙萌の進言に従い、宗室や連合軍の有力部将たちをことごとく王に封じようとした。これには大司馬朱鮪が反対したが、結局、更始帝は宗室や有力部将を王に封じてしまう。この結果、王に封じられることを辞退して左遷された朱鮪が更始帝の命令に従わなくなり、さらに李軼は関東で、王匡・張卬は三輔で自分勝手な行動をとるようになった。更始帝も、丞相の李松や右大司馬の趙萌のような腹心・側近たちしか頼れなくなり、しかも軍師将軍李淑など諫言する部下を弾圧した。これ以降、更始政権は求心力を喪失して自壊していく。
翌更始3年（25年）になると、更始帝配下の軍は、劉秀配下鄧禹の軍と赤眉軍に大敗し、ついには防衛方針を巡って、更始帝と王匡・張卬ら有力部将たちとの間で内戦が勃発する。この内戦の中で、申屠建・成丹・陳牧といった有力部将は更始帝の猜疑を受けて誅殺され、隗囂は西方の自身の根拠地へ逃げ帰った。結局、内戦で劣勢に追い込まれた王匡・張卬らが赤眉軍に降伏し、これを長安に導き入れ、同年9月に更始帝を捕虜としてしまう。緑林軍の手で樹立された更始政権は、皮肉にも、緑林軍創始者の王匡、有力部将の張卬が加担する形で滅亡した。

### 緑林軍頭領・部将たちの末路
緑林軍・平林軍出身の頭領・部将たちの末路は様々である。
- 王常・馬武・朱鮪はいずれも光武帝に降り、後漢でも厚遇され、文武に活躍している。
- 王鳳は、更始2年（24年）に宜城王に封じられて以降の足取りは不明である。張卬は、赤眉軍に降伏した後、保身のために更始帝を死に追いやったが、それ以後は史書に記述が見えない。
- 王匡は、赤眉軍を離脱して、いったんは光武帝に降伏したが、変心して逃亡したために処刑されている。成丹と陳牧は、更始3年（25年）に、更始帝に反逆を疑われて共に誅殺されてしまった。廖湛は、張卬らに従って赤眉軍に降り、赤眉軍でも公称18万の大軍を率いる部将として優遇されたが、建武2年（26年）、谷口（左馮翊）の戦いで劉嘉に敗北し、劉嘉自身の手で斬り殺されている。